# Don (rzeka we Francji)
Don – rzeka we Francji, przepływająca przez tereny departamentów Maine i Loara oraz Loara Atlantycka, o długości 92,1 km. Stanowi lewy dopływ rzeki Vilaine.